# Labyrinthe à bras radial

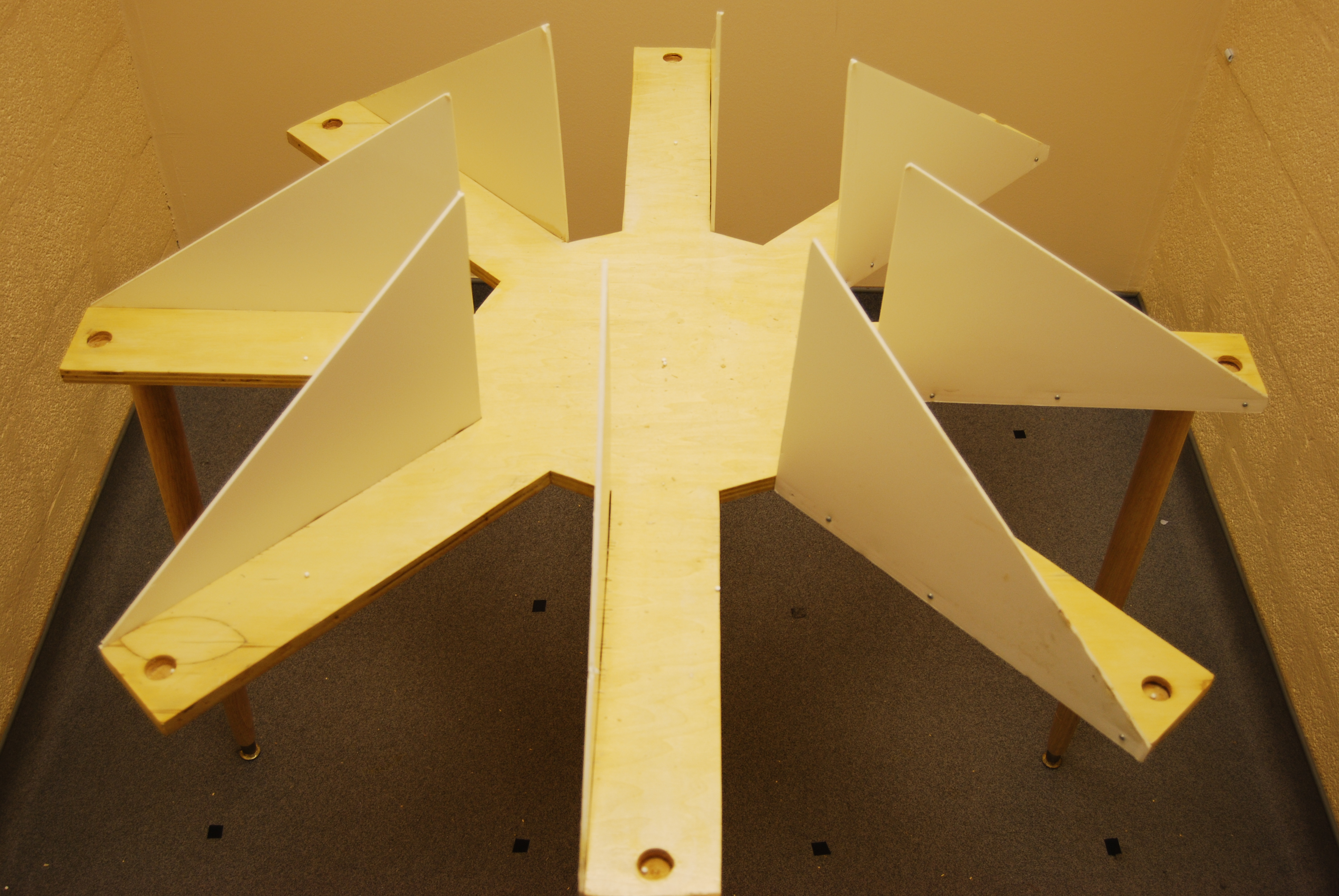
Un labyrinthe à 8 bras radiaux simple avec des parois pour empêcher les traversées d'un bras à l'autre.

Le labyrinthe à bras radial a été conçu par Olton et Samuelson en 1976 pour mesurer l'apprentissage et la mémoire spatiale chez les rats. L'appareil d'origine se compose de huit bras équidistants, chacun d'environ 1,2 m de long et rayonnant à partir d'une petite plate-forme circulaire centrale (des versions ultérieures ont utilisé seulement trois bras et jusque 48 bras). À la fin de chaque bras il y a un site contenant de la nourriture. Les contenus  ne sont pas visibles depuis la plate-forme centrale.
Deux types de mémoire sont évalués au cours de ce test : la mémoire de référence et la mémoire de travail. La mémoire de référence est évaluée lorsque les rats visitent uniquement les bras du labyrinthe contenant une récompense. L'échec (absence de nourriture) se traduire par une erreur de mémoire de référence. La mémoire de travail est évaluée lorsque les rats entrent dans chaque bras une seule fois. La ré-entrée dans les bras se traduit par une erreur de mémoire de travail[source insuffisante].
La conception assure que, après vérification de la présence de nourriture à l’extrémité de chaque bras, le rat est toujours forcé de retourner à la plate-forme centrale avant de faire un autre choix. Par conséquent, le rat a toujours huit options possibles. Des mesures sont utilisées pour s'assurer que les rats ne peuvent pas tout simplement utiliser leur sens de l'odorat, soit pour détecter des objets alimentaires ou pour détecter leurs propres pistes.
Olton et Samuelson ont constaté que les rats ont d'excellents souvenirs pour les bras visités et non visités. Environ 7,0 nouvelles entrées sur 8,0 (88 %) sont des bras non visités, et donc correctement identifiés comme tels. Un choix aléatoire serait de 5.3 nouvelles entrées dans les 8 premiers choix (66 % correct). Olton et Samuelson ont également découvert, après avoir permuté des bras déjà visités avec des bras non visités, que les rats avaient tendance à visiter les emplacements du labyrinthe non visités, même si les bras correspondant avaient déjà été parcourus avant d’être permutés. Et inversement, les rats tendaient à éviter les bras des emplacements du labyrinthe déjà visités, même si les bras n'avaient pas visités. Il semble donc que le souvenir des emplacements dans les bras du labyrinthe ne reposent pas sur des indices des bras, mais plutôt sur des indices extérieurs.

## Utilisations
Le labyrinthe a été largement utilisé par les scientifiques intéressés par l'étude de l'apprentissage spatial et la mémoire spatiale des animaux.
Le labyrinthe a bras radial a montré son utilité pour l’étude de l’influence des médicaments sur la mémoire. Il est également utilisé pour étudier des effets de composés toxiques sur le cerveau.

## Limitations
Différents types de labyrinthes sont utilisés pour évaluer la mémoire. Les performances des animaux dans un type de labyrinthe ne peuvent pas être généralisées à d'autres labyrinthes parce que chaque labyrinthe a des propriétés qui lui sont propres et qui font appel à des compétences différentes.